# Morten Dahlin
Morten Dahlin (ur. 1 maja 1989 w Hvidovre) – duński polityk i samorządowiec, deputowany, od 2023 minister.

## Życiorys
W 2012 ukończył studia ekonomiczne w Copenhagen Business School. Zaangażował się w działalność polityczną w ramach liberalnej partii Venstre. Pracował w jej frakcji parlamentarnej, a także jako konsultant. Od 2010 zasiadał w radzie gminy Greve. W latach 2011–2013 był przewodniczącym Venstres Ungdom, organizacji młodzieżowej swojego ugrupowania.
W 2019 po raz pierwszy został posłem do Folketingetu. Mandat deputowanego utrzymał następnie w wyniku wyborów w 2022. W listopadzie 2023 objął urząd ministra ds. kościelnych, miast oraz obszarów wiejskich i współpracy nordyckiej w koalicyjnym rządzie Mette Frederiksen.